# Fischhof-ház

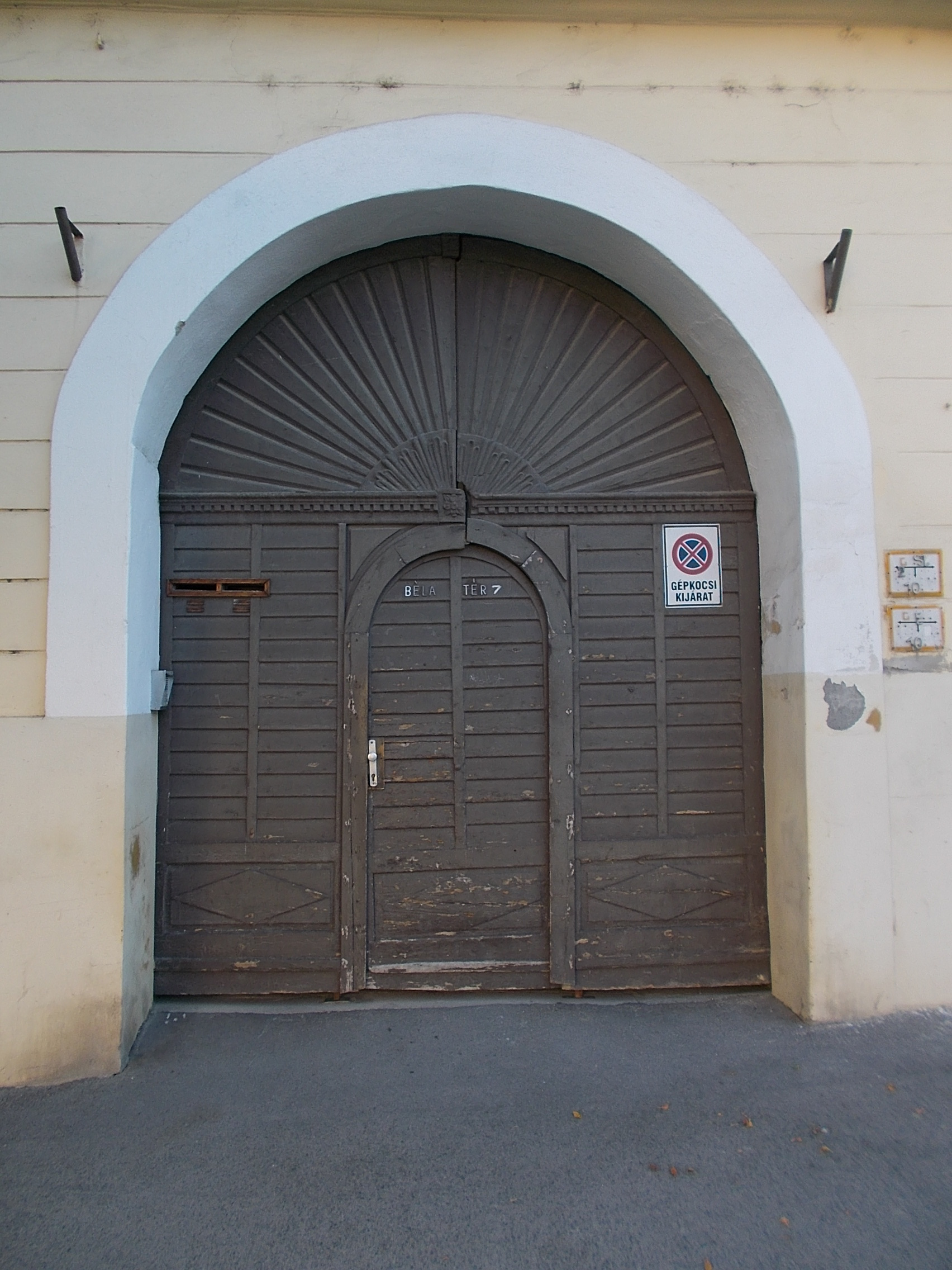
Napsugárdíszes kapu

A Fischhof-ház Szekszárd belvárosában, a Béla tér 7. szám alatt található, a Városháza, Régi takarékpénztár és a Belvárosi plébánia mellett. A plébánián kívül a tér egyetlen 18. századi épülete. Jelenleg szaküzletként funkcionál. Kapuja napsugárkéve mintázattal díszített.
A ház előtt 2001-ben állították fel a Nagy Benedek által készített Szent László-szobrot, ami a László-legendának azt a részét eleveníti fel, amikor a király megment egy lányt a rabló kun vezértől.

## Külső hivatkozások
- Fischhof-ház Szekszárdon